# U.S.D. Lavagnese 1919
Unione Sportiva Dilettante Lavagnese 1919 là một câu lạc bộ bóng đá Ý có trụ sở tại Lavagna, Liguria.

## Lịch sử

### Khu vực Serie C
Unione Sportiva Dilettanti Lavagnese được thành lập vào năm 1919, nhưng chỉ đến năm 1948, đội mới đạt được cột mốc đầu tiên: vị trí thứ ba tại Serie C bảng B phía Bắc. Theo quy định, đội đầu tiên trong mỗi bảng, sau đó là hai đội sau mùa giải này, được quyền tham gia vào Serie C mới, do Liên đoàn Quốc gia quản lý: đứng thứ ba, không đạt được một vị trí trong giải đấu mới. Từ thời điểm đó bắt đầu một thời kỳ đen tối cho Lavagnese, được chơi trong các hạng đấu nhỏ như Promozione và Prima Categoria.

### Serie D
Kể từ mùa 2002-03, đội chơi ở Serie D

#### Serie D 2011-12
Trong mùa giải 2011-12, Lavagnese đã tham gia vào vòng play-off thăng hạng Serie D tiến tới vòng 4, nơi đội đã bị Cosenza loại bỏ.

## Màu sắc và huy hiệu
Màu sắc của đội là đen và trắng.